# Coulombs (Calvados)
Coulombs település Franciaországban, Calvados megyében. Lakosainak száma 459 fő (2018. január 1.). Coulombs Carcagny, Cully, Loucelles, Martragny, Rucqueville, Sainte-Croix-Grand-Tonne és Saint-Gabriel-Brécy községekkel határos.

## Népesség
A település népességének változása:
| Lakosok száma | 176  | 171  | 176  | 185  | 246  | 384  | 411  | 430  | 452  | 459  |
|               | 1968 | 1975 | 1982 | 1990 | 1999 | 2011 | 2013 | 2015 | 2017 | 2018 |